# Queen + Adam Lambert
A Queen + Adam Lambert rock együttest a Queen együttes tagjai, Brian May gitáros és Roger Taylor dobos, valamint Adam Lambert énekes alkotják. Adam Lambert 2009-ben lépett először közösen színpadra a Queennel az American Idolban, Brian May már ekkor azt mondta róla, hogy zseniális énekes, akinek elképesztő hangi adottságai vannak – és akivel szeretne még együtt dolgozni. „Csak azért mentünk az American Idol döntőjébe fellépni, hogy találkozzunk vele. Valahogy rábukkantam a fellépéseire, és teljesen magával ragadott. Szerintem senki sem fogja fel igazán, mennyire jó ez a kölyök” - nyilatkozta May.
Végül 2012-ben döntöttek a közös zenélés mellett, amikor turnéra indultak az Egyesült-Királyságban és Európa néhány pontján. A nagy visszatérés ezután 2014-ben volt, amikor észak-amerikai koncertsorozatra indultak 35 állomással. A turnét 2015-ben folytatták, Európában, 25 további helyszínt hozzáadva.
A zenekar több nemzetközi showban is fellépett, mint a 2013-as iHeartRadio Music Festiválon Las Vegasban, 2014-ben a brit X-faktor tehetségkutatójában, majd a BBC évzáró műsorában adtak egyórás koncertet, amit több mint 40 millióan követtek figyelemmel.

## Háttér
A Queen + Paul Rodgers együttműködés 2009-ben véget ért, a Queen így aktív szüneten volt az azt követő években. Brian May 2009 elején talált rá Adam Lambertre, aki az American Idol tehetségkutató 8. évadában versenyzett, és a Bohemian Rhapsody dalukkal jelentkezett a műsorba. A döntőben végül részt vett Brian és Roger Taylor is, de elmondásuk szerint csak azért, hogy találkozzanak ezzel a különleges hangú sráccal. A bandatagok már akkor felvetették Lambert számára a közös munka lehetőségét, azonban ő nem tudta összeegyeztetni az első albumának, a For Your Entertainmentnek készítésével a turnézást, így visszautasította őket. 2011-ben azonban már közösen jelentek meg az MTV EMA műsorában, ahol a Queen megmaradt tagjait életműdíjjal jutalmazták, és abban a megtiszteltetésben volt részük, hogy ők zárhatták a showt - itt már Adam Lamberttel az élen. A kritikusok és nézők egyöntetűen azt vallották, hogy ellopták a showt.
A találgatások elindultak, hogy Lambert lett az új frontembere a zenekarnak, ellenben, ő ezt tagadta, ahogyan a közös turné hírét is - valószínűsíthető, hogy korábban, idő előtt elszólta magát a hírről. 2012 elején végül bejelentették, hogy a Queen + Adam Lambert formáció először az Egyesült-Királyságban, majd Európa számos más területén is fellép.

## Világturné
A 2011-es MTV EMA díjátadó után a zenekar elhatározta, hogy turnéra indulnak Európa szerte, amely megvalósításra került 2012-ben. A koncertkörút ezúttal kis hangvételű volt, mintegy 6 állomással (Ukrajna, Oroszország, Lengyelország, majd Anglia fővárosában, Londonban háromszor adtak telt házas showt).
„Az első koncert 250 ezer ember előtt zajlott Ukrajnában. Nem fogok hazudni, szörnyen ideges voltam a show első felében. Miután véget ért a koncert, úgy éreztem, nagy kő esett le a szívemről.” - Mondta Lambert a Classic Rocknak.
2014 márciusában, egy New York-i sajtótájékoztató keretein jelentették be, hogy a Queen + Adam Lambert formáció Észak-Amerikát is beveszi, amire a rajongók már több évtizede vártak. „Az egyik legnagyszerűbb dolog Adamben az, hogy soha nem imitál. Megtalálja a saját útját a dalokban. Ez az, amit akarunk. Szeretnénk, hogy a zenénk élő, veszélyes és változásra nyitott legyen…Minden alkalommal, amikor Adammel dolgozunk, ezt követjük” - nyilatkozta Brian May a Madison Square Gardenben. A turnénak eredetileg 19 állomása lett volna, de a nagy érdeklődés miatt bővítették még további 5 helyszínnel, illetve 11 másik showval Ausztráliában és Ázsiában.

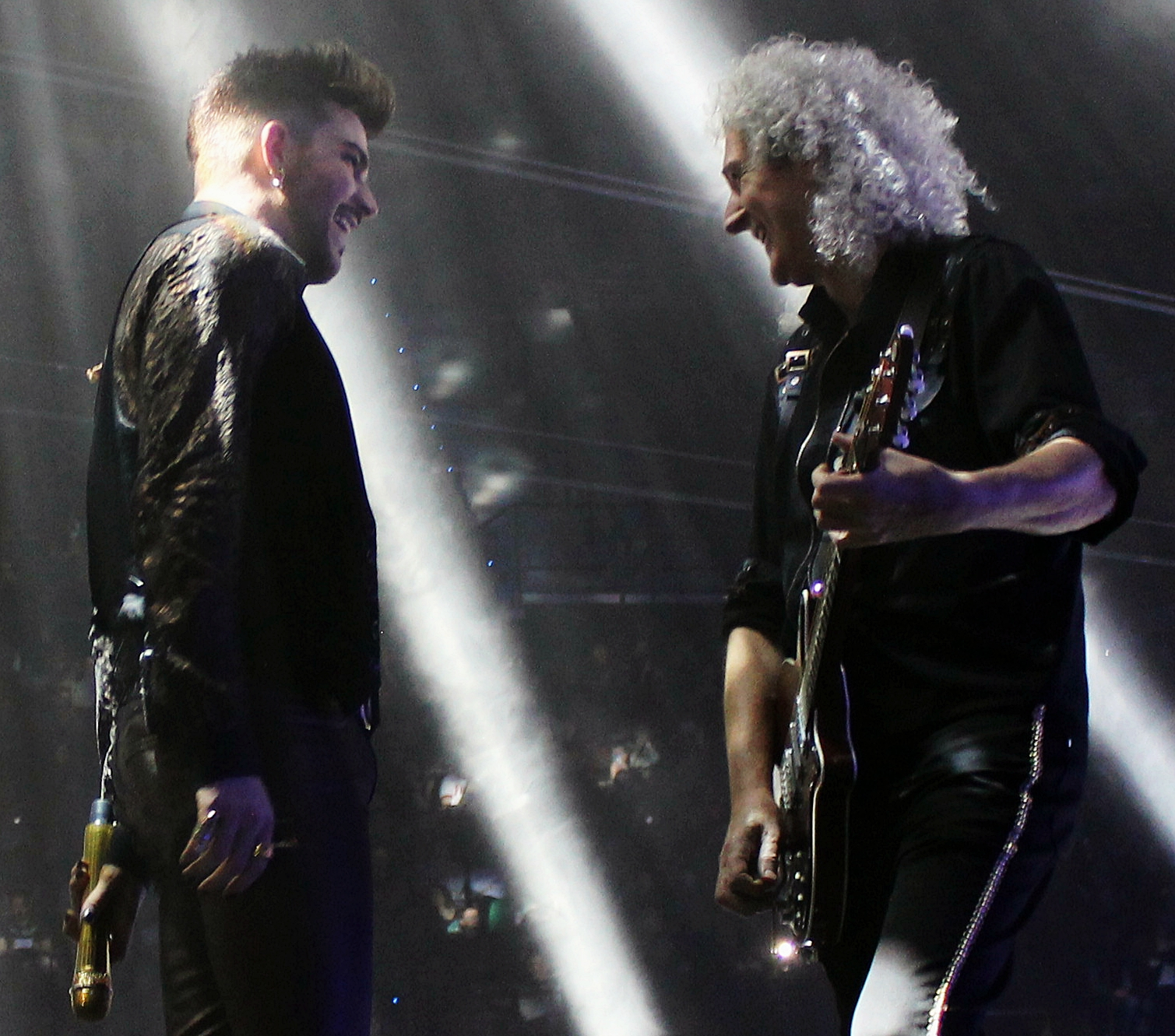
Queen + Adam Lambert európai turné egyik pillanata, Bécsben, 2015. február 1-jén

2014 szeptemberében kiadtak egy hivatalos sajtóközleményt a várva-várt Európai dátumokról. A zenekar 2015 januárjában folytatta a koncertezést, és ez alkalommal 25 állomást iktattak be, többek között az Egyesült-Államok, Németország, Lengyelország, Csehország, Ausztria és Svájc városaiban. A turné közben interjút adtak a Team Rock magazinnak, amelyben beszéltek a Queen Forever lemezükről és Adam Lambertről. „Megértem, amikor az emberek azt mondják, Freddie nélkül nincs Queen – ismeri el Roger. Ugyanezt éreztük a halálát követően. Mind a hárman elismertük, rendben, ezzel véget ért a zenekar. Nincs tovább. Azonban, az együttes nem tűnt úgy, hogy el akar tűnni..” Lambert ismételten kifejtette az álláspontját a Freddie Mercury-kérdésről. „Soha nem lesz még egy olyan, mint ő, és nem is tudnám őt helyettesíteni – magyarázza szenvedélyesen. Ez nem az, amit csinálni akarok vagy próbálok. Emlékeztetni akarom az embereket, mennyire nagyszerű volt Freddie, anélkül, hogy imitálnám a színpadon. Próbálom megosztani a közönségünkkel, rám, mint előadóra, mekkora hatással volt a munkássága és személye.”
Lesz-e Queen + Adam Lambert album? Brian May és Roger Taylor nyitottan állt a kérdés felé, míg Lambert a harmadik stúdiólemezének befejezése kapujában áll, sikeres szólókarriert birtokol, és ezt a felvetést szerényen kioltotta. „Megtisztelve érzem magam, hogy velük zenélhetek. Ez limitált ideig tart, számomra amolyan 'egyszer az életben dolog', ami szerepelt a bakancslistámon tipegőkorom óta. Azonban stúdióba vonulni, dalokat szerezni és Queennek hívni magunkat, az már teljesen más tészta számomra."
2017-es európai turnéjukon fel fognak lépni Budapesten is, november 4-én.

## Médiaszereplések
A Queen + Adam Lambert formáció számos TV-műsorban megjelent az évek során. 2014. november 30-án előadták a Somebody to Love slágerüket a brit X-faktor műsorában, ami során a versenyben lévő énekesek csatlakoztak hozzájuk. Az együttes a karácsonyi különkiadásban jelent meg a német  Helene Fischer showban, ahol felcsendült az I Want It All és a Who Wants To Live Forever (az utóbbiban közreműködött Helene Fischer is).
A zenekar speciális, egyórás koncertet adott Londonban, amelyet a BBC közvetített szilveszter estéjén. A Queen + Adam Lambert formáció így a BBC One New Year's Eve 2014 műsorában vett részt, amit több mint 20 millió brit lakos követett figyelemmel. A koncert Central Hall Westminsterben volt megtartva 1500 rajongó előtt, félúton, éjfélkor pedig a Big Ben tűzijátéka is lejátszódott, köszöntve ezzel az új esztendőt. A fellépés során felcsendült a Don't Stop Me Now, az I Want To Break Free, a Somebody to Love, az Another One Bites the Dust, az Under Pressure, a Fat Bottomed Girls, a Radio Ga Ga, az I Want It All, a Crazy Little Thing Called Love, a The Show Must Go On, a Bohemian Rhapsody, a Killer Queen, a We Will Rock You és We Are The Champions. A show a Queen + Adam Lambert Rock Big Ben Live címet kapta.

## Diszkográfia
- Live Around the World (koncertalbum és -film, 2020)

## Tagok
- Adam Lambert – ének
- Brian May – gitár
- Roger Taylor – dob

Kiegészítő zenészek a turnékon
- Spike Edney  – billentyű és háttérvokál
- Rufus Tiger Taylor – ütőhangszerek
- Neil Fairclough – basszusgitár és háttérvokál

## Külső hivatkozások
- A Queen hivatalos honlapja
- A 2014-es koncertek